# 本月的活動王
《本月的活動王》（韓語： 이달의 행사왕）是韓國JTBC的綜藝節目，由李壽根主持，朴俊炯、張水院(水晶男孩)、千明勳、李智慧、李世英、DinDin、慧潾(EXID)、朱宇宰、新沙洞老虎等人出演。節目內容主軸以販售藝人的舞台並送至購買者的活動現場的真人秀綜藝節目。